# Regering-Gellé
De Regering-Gellé was van 21 oktober 1840 tot 1 januari 1842 aan de macht in het Groothertogdom Luxemburg.

## Samenstelling
| Persoon                      | Ambt                       |
| ---------------------------- | -------------------------- |
| Z.H. Willem II van Luxemburg | groothertog                |
| Jean-Baptiste Gellé          | Chef van de Regering       |
| Michel Tock                  | Regeringslid               |
| J. Bevald                    | Regeringslid               |
| F. Wirz                      | Regeringslid               |
| G.-B. Herget                 | Regeringslid               |
| J.J. Balt                    | Regeringslid               |
| N. Clasen                    | Regeringslid               |
| M. Manternach                | Regeringslid               |
| Jean Ulveling                | Regeringslid               |
| Ernest Koch                  | Secretaris van de Regering |
| Paul de Scherff              | Assistent                  |
| Ch. d'Olimart                | Kanselier                  |

## Bron
- Tatsachen aus der Geschichte der Luxemburger Landes, door: Dr. P.J. Muller (1968), blz. 234